# غاق داكن
غاق داكن (الاسم العلمي: Phalacrocorax fuscescens) هو نوع من الطيور يتبع جنس الغاق من الفصيلة الغاقيات.